# Колпакова, Наталья Павловна
Наталья Павловна Колпакова (5 апреля 1902, Санкт-Петербург ― 8 июня 1994, Санкт-Петербург) ― русский советский фольклорист, прозаик, переводчица сказок народов СССР, доктор филологических наук, член Союза писателей СССР.

## Биография
Наталья Павловна Колпакова родилась 5 апреля 1902 года в Петербурге в дворянской семье. Её отец, Павел Петрович был инженером-архитектором.
ь обучение в Демидовскую женскую гимназию, завершила учиться в ней в 1919 году. Среди её педагогов значились Н. Гумилев, М. Лозинский и крупнейший ученый-востоковед академик В.М. Алексеев, под руководством которого Колпакова осуществляла перевод стихотворений средневековых китайских поэтов. Летом 1919 года поступила на обучение в Литературную студию при издательстве «Всемирная литература», которую завершила с дипломом первой степени. С 1919 по 1921 годы являлась вольнослушательницей Петроградского государственного университета по факультету общественных наук. Осенью 1921 году поступила на Высшие курсы искусствознания Государственного Института Истории искусств. В декабре 1924 года со званием научного сотрудника 1 разряда завершила обучение. Весной 1926 года стала аспиранткой института, где активно занялась изучением поэтики Афанасия Фета.
В 1926 году была направлена в экспедицию в Заонежье под руководством известного специалиста по древнерусскому зодчеству К.К Романова. После этой поездки Наталия Павловна всю свою оставшуюся жизнь посвятила изучению русского фольклора. Позже последовали экспедиции: в 1927 — на Пинегу; в 1928 — Мезень; в 1929 — Печору. Были опубликованы первые фольклористические статьи — «Песня на Шуньгском полуострове» и «Свадебный обряд на реке Пинеге».
К весне 1929 года завершила обучение в аспирантуре и защитила работу на тему «Современная крестьянская песня на реках Пинеге и Мезени», основанную на собственных полевых рабочих записях и материалах.
В 1930 году, при проведении перепрофилирования института истории искусств, Колпакова потеряла работу. На протяжении девяти лет, с 1930 по 1939 годы не работала в научных учреждениях и трудилась библиотекарем в нескольких средних школах Володарского района города Ленинграда. Продолжала посещать отдалённые уголки родины, побывала в Беломорье, в Вологодской области, в Башкирии. Опубликовала очерки «Сквозь лесную проседь», «Терский берег».
В 1939 году получила приглашение работать заведующей Кабинетом народного творчества при филологическом факультете Ленинградского университета. Во время блокады Ленинграда оставалась в городе. До февраля 1942 года, когда университет был эвакуирован, работала на филологическом факультете. Затем трудилась в библиотеке Володарского райкома КПСС и Ленинградском отделении Союза советских писателей. В 1943 году была принята в члены Союза писателей. Выпустила сборник «Частушки Ленинградского фронта».
В апреле 1946 года заступила на должность старшего научного сотрудника в Кабинет народного творчества в Государственный научно-исследовательский институт театра, музыки и кинематографии. Продолжала участвовать в экспедициях на Урал, в Поволжье. 
С 1950 года работает старшим научным сотрудником в кабинете фольклора ГИИИ, вплоть до его ликвидации в 1952 году. Почти целый год, до лета 1953 года вынуждена была существовать на случайные заработки от выступлений по линии Бюро пропаганды Ленинградского отделения Союза советских писателей. 1 августа 1953 года была принята на работу в Сектор устного народнопоэтического творчества Института русской литературы (Пушкинский Дом) АН СССР. 
В 1963 году вышла в свет её авторская монография «Русская народная бытовая песня», где были определены новаторские идеи о жанровой классификации.
16 февраля 1967 года Наталья Павловна вышла на заслуженный отдых и занялась литературной деятельностью. В 1973 году в серии «Литературные памятники» вышел в свет сборник «Лирика русской свадьбы». В 1975 году выпустила книгу «У золотых родников: Записки фольклориста»; в 1977 году — «Песни и люди».
Проживала в Санкт-Петербурге. Умерла 8 июня 1994 года.

## Награды
Заслуги отмечены медалями и наградами:
- Медаль «За оборону Ленинграда»
- Медаль "За доблестный труд в Великой Отечественной войне 1941-1945 гг."